# ستيف غاي
ستيف غاي (1 سبتمبر 1947 في بوليفيا - ) هو مدرب كرة قدم ولاعب كرة قدم بوليفي وأمريكي في مركز الهجوم، شارك في الألعاب الأولمبية الصيفية 1972. ولعب مع لوس أنجلوس أزتكس.

## وصلات خارجية
- ستيف غاي على موقع الاتحاد الدولي (مؤرشف)  (الإنجليزية)
- ستيف غاي على موقع أوليمبيديا (الإنجليزية)